# Ladislav Fialka
Ladislav Fialka (ur. 22 września 1931 w Pradze, zm. 22 lutego 1991 w Pradze) – czeski mim, choreograf i reżyser. Założyciel czechosłowackiej klasycznej i nowoczesnej szkoły pantomimy.
W roku 1958 założył (wraz z Ivanem Vyskočilem, Jiřím Suchým i Václavem Wassermanem) teatr pantomimy Divadlo Na Zábradlí, który zyskał światową renomę. Pierwsze przedstawienia takie jak Kdyby tisíc klarinetů 1958, Pantomima na zábradlí 1959, Devět klobouků na Prahu 1960, Etudy 1962 nawiązywały do wzorów pantomimy francuskiej i twórców takich jak Marcel Marceau czy Émile Jaques-Dalcroze oraz były zapowiedzią wielkich sukcesów artystycznych. Kolejne programy (Blázni 1965, Knoflík 1968, Lásky 1974, Hry 1976, Funambules 1977, Sny 1985, Poutník 1991) ukazywały talent Fialki, który w swojej grze łączył cechy klasycznego Pierrota i nowoczesnego klowna. Jego sztukę cechował perfekcyjny gest i mimika, liryzm i elementy groteski. Swoje credo artystyczne przedstawił w pracy Umění pantomimy (1965). Był organizatorem międzynarodowych festiwali pantomimy w Pradze (1969 i 1971). Przez wiele lat pracował jako pedagog w Konserwatorium Praskim przy Uniwersytecie Karola, gdzie w roku 1983 utworzył Wydział Pantomimy.